# Alag-Erdene
Alag-Erdene (mongol en écriture cyrillique : Алаг-Эрдэнэ сум) est un Sum (district) de Mongolie dans la province de Khövsgöl.